# 右向け右
「右向け右」（みぎむけみぎ）は、1978年5月25日に発売された、石川ひとみのデビューシングル。

## 解説
- デビュー時の石川のキャッチコピーは「78 歌謡界最大の輝くひとみ」。
- 石川は、当時デビューに向けてレッスンを受けていたが、本楽曲と「ピピッと第六感」の譜面を渡された際、デビュー曲になるとは気づかずに練習曲としてレコーディングに臨んだと語っている[1]。

## 収録曲
- 両楽曲共に、作詞：三浦徳子

1. 右向け右（3分55秒）
作曲：宮川泰／編曲：竜崎孝路
2. ピピッと第六感（3分2秒）
作曲：丹羽応樹／編曲：竜崎孝路